# لين سكوت
لين سكوت (بالإنجليزية: Lynn Scott)‏ هو لاعب كرة قدم أمريكية أمريكي، ولد في 23 يونيو 1977 في Turpin, Oklahoma ‏ في الولايات المتحدة.

## وصلات خارجية
- لين سكوت على موقع مرجع كرة القدم المحترفة.كوم (الإنجليزية)